# Lijst van county's in Missouri
De Amerikaanse staat Missouri is onderverdeeld in 114 county's en één onafhankelijke stad, St. Louis, die bij geen enkele county hoort.

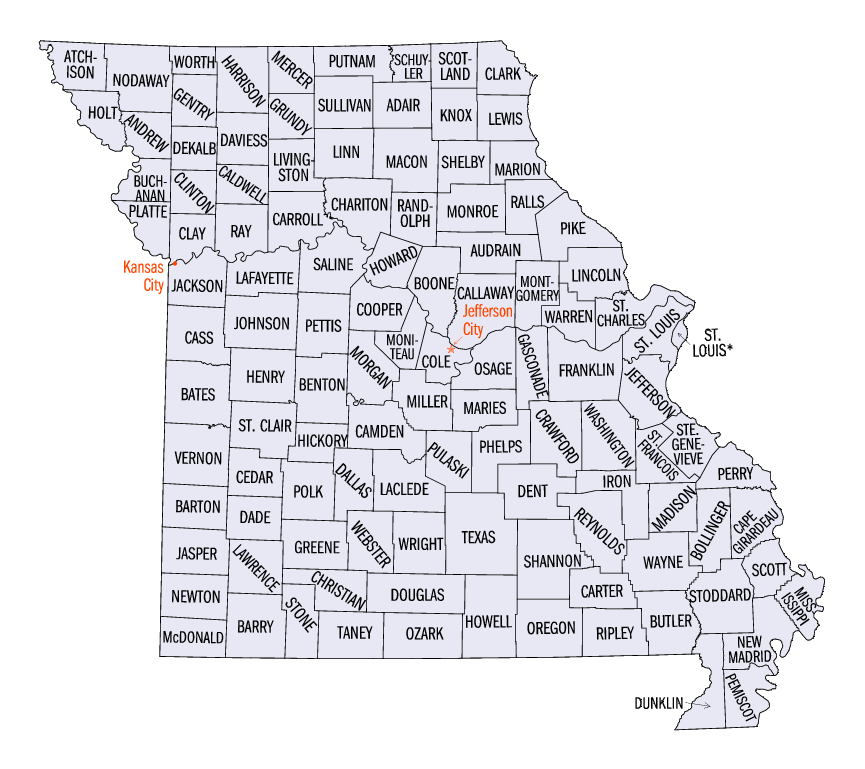
County's van Missouri

| County         | Inwoners 1 juli 2007 | Hoofdplaats              | Inwoners 1 juli 2007 |
| -------------- | -------------------- | ------------------------ | -------------------- |
| Adair          | 24.642               | Kirksville               | 17.139               |
| Andrew         | 16.864               | Savannah                 | 5041                 |
| Atchison       | 6108                 | Rock Port                | 1313                 |
| Audrain        | 25.892               | Mexico                   | 10.978               |
| Barry          | 36.197               | Cassville                | 3245                 |
| Barton         | 12.719               | Lamar                    | 4529                 |
| Bates          | 17.034               | Butler                   | 4269                 |
| Benton         | 18.470               | Warsaw                   | 2229                 |
| Bollinger      | 12.118               | Marble Hill              | 1490                 |
| Boone          | 152.435              | Columbia                 | 99.174               |
| Buchanan       | 86.485               | St. Joseph               | 73.912               |
| Butler         | 41.326               | Poplar Bluff             | 17.029               |
| Caldwell       | 9284                 | Kingston                 | 294                  |
| Callaway       | 43.428               | Fulton                   | 12.817               |
| Camden         | 40.487               | Camdenton                | 3386                 |
| Cape Girardeau | 72.740               | Jackson                  | 13.514               |
| Carroll        | 9859                 | Carrollton               | 3896                 |
| Carter         | 5929                 | Van Buren                | 820                  |
| Cass           | 97.133               | Harrisonville            | 9755                 |
| Cedar          | 13.729               | Stockton                 | 2016                 |
| Chariton       | 7843                 | Keytesville              | 498                  |
| Christian      | 73.066               | Ozark                    | 17.177               |
| Clark          | 7220                 | Kahoka                   | 2176                 |
| Clay           | 211.952              | Liberty                  | 29.993               |
| Clinton        | 20.894               | Plattsburg               | 2416                 |
| Cole           | 73.698               | Jefferson City           | 40.564               |
| Cooper         | 17.543               | Boonville                | 8752                 |
| Crawford       | 24.076               | Steelville               | 1478                 |
| Dade           | 7523                 | Greenfield               | 1249                 |
| Dallas         | 16.831               | Buffalo                  | 3289                 |
| Daviess        | 7963                 | Gallatin                 | 1741                 |
| DeKalb         | 12.234               | Maysville                | 1137                 |
| Dent           | 15.063               | Salem                    | 4819                 |
| Douglas        | 13.377               | Ava                      | 3100                 |
| Dunklin        | 31.623               | Kennett                  | 10.749               |
| Franklin       | 100.045              | Union                    | 9468                 |
| Gasconade      | 15.399               | Hermann                  | 2729                 |
| Gentry         | 6249                 | Albany                   | 1753                 |
| Greene         | 263.980              | Springfield              | 154.777              |
| Grundy         | 10.095               | Trenton                  | 6018                 |
| Harrison       | 8861                 | Bethany                  | 3075                 |
| Henry          | 22.398               | Clinton                  | 9432                 |
| Hickory        | 9123                 | Hermitage                | 503                  |
| Holt           | 4963                 | Oregon                   | 881                  |
| Howard         | 9879                 | Fayette                  | 2686                 |
| Howell         | 38.639               | West Plains              | 11.662               |
| Iron           | 10.013               | Ironton                  | 1334                 |
| Jackson        | 666.890              | Kansas City Independence | 450.375 110.704      |
| Jasper         | 115.240              | Carthage                 | 13.699               |
| Jefferson      | 216.076              | Hillsboro                | 1989                 |
| Johnson        | 51.928               | Warrensburg              | 18.629               |
| Knox           | 4058                 | Edina                    | 1134                 |
| Laclede        | 35.391               | Lebanon                  | 14.139               |
| Lafayette      | 32.677               | Lexington                | 4536                 |
| Lawrence       | 37.650               | Mount Vernon             | 4570                 |
| Lewis          | 10.040               | Monticello               | 120                  |
| Lincoln        | 51.528               | Troy                     | 11.722               |
| Linn           | 12.689               | Linneus                  | 346                  |
| Livingston     | 14.196               | Chillicothe              | 8688                 |
| Macon          | 15.576               | Macon                    | 5461                 |
| Madison        | 12.180               | Fredericktown            | 4097                 |
| Maries         | 9115                 | Vienna                   | 643                  |
| Marion         | 28.174               | Palmyra                  | 3417                 |
| McDonald       | 22.895               | Pineville                | 866                  |
| Mercer         | 3507                 | Princeton                | 947                  |
| Miller         | 24.898               | Tuscumbia                | 223                  |
| Mississippi    | 13.672               | Charleston               | 5190                 |
| Moniteau       | 15.167               | California               | 4159                 |
| Monroe         | 9205                 | Paris                    | 1421                 |
| Montgomery     | 11.920               | Montgomery City          | 2496                 |
| Morgan         | 20.820               | Versailles               | 2711                 |
| New Madrid     | 17.779               | New Madrid               | 3033                 |
| Newton         | 56.038               | Neosho                   | 11.284               |
| Nodaway        | 22.120               | Maryville                | 10.830               |
| Oregon         | 10.304               | Alton                    | 641                  |
| Osage          | 13.393               | Linn                     | 1420                 |
| Ozark          | 9245                 | Gainesville              | 595                  |
| Pemiscot       | 18.780               | Caruthersville           | 6237                 |
| Perry          | 18.794               | Perryville               | 8143                 |
| Pettis         | 40.807               | Sedalia                  | 20.862               |
| Phelps         | 42.550               | Rolla                    | 18.443               |
| Pike           | 18.471               | Bowling Green            | 5248                 |
| Platte         | 84.881               | Platte City              | 4805                 |
| Polk           | 30.216               | Bolivar                  | 10.892               |
| Pulaski        | 44.326               | Waynesville              | 3796                 |
| Putnam         | 4913                 | Unionville               | 1882                 |
| Ralls          | 9842                 | New London               | 1005                 |
| Randolph       | 25.590               | Huntsville               | 1636                 |
| Ray            | 23.482               | Richmond                 | 5892                 |
| Reynolds       | 6465                 | Centerville              | 171                  |
| Ripley         | 13.551               | Doniphan                 | 1894                 |
| Saline         | 22.701               | Marshall                 | 12.213               |
| Schuyler       | 4102                 | Lancaster                | 700                  |
| Scotland       | 4814                 | Memphis                  | 1964                 |
| Scott          | 40.735               | Benton                   | 748                  |
| Shannon        | 8431                 | Eminence                 | 555                  |
| Shelby         | 6509                 | Shelbyville              | 664                  |
| St. Charles    | 343.952              | St. Charles              | 63.644               |
| St. Clair      | 9428                 | Osceola                  | 797                  |
| St. Francois   | 62.810               | Farmington               | 15.870               |
| St. Louis      | 995.118              | Clayton                  | 16.076               |
| Ste. Genevieve | 17.841               | Ste. Genevieve           | 4444                 |
| Stoddard       | 29.738               | Bloomfield               | 1886                 |
| Stone          | 31.552               | Galena                   | 519                  |
| Sullivan       | 6675                 | Milan                    | 1786                 |
| Taney          | 45.721               | Forsyth                  | 1703                 |
| Texas          | 23.321               | Houston                  | 2015                 |
| Vernon         | 20.000               | Nevada                   | 8318                 |
| Warren         | 30.467               | Warrenton                | 7155                 |
| Washington     | 24.317               | Potosi                   | 2756                 |
| Wayne          | 12.655               | Greenville               | 432                  |
| Webster        | 35.927               | Marshfield               | 7118                 |
| Worth          | 2098                 | Grant City               | 799                  |
| Wright         | 18.276               | Hartville                | 600                  |

## Onafhankelijke stad
St. Louis, in 1876 opgericht als onafhankelijke stad vanuit St. Louis County. De stad had 350.759 inwoners in juli 2007
Alabama · Alaska · Arizona · Arkansas · Californië · Colorado · Connecticut · Delaware · Florida · Georgia · Hawaï · Idaho · Illinois · Indiana · Iowa · Kansas · Kentucky · Louisiana · Maine · Maryland · Massachusetts · Michigan · Minnesota · Mississippi · Missouri · Montana · Nebraska · Nevada · New Hampshire · New Jersey · New Mexico · New York · North Carolina · North Dakota · Ohio · Oklahoma · Oregon · Pennsylvania · Rhode Island · South Carolina · South Dakota · Tennessee · Texas · Utah · Vermont · Virginia · Washington · West Virginia · Wisconsin · Wyoming